# Boonty
Boonty es un proveedor global de productos informáticos para ser usados en línea y para juegos de computador.
La empresa produce plataformas de videojuegos muy parecidas a las que producen otras empresas. Por lo general son juegos simples y que no requieren de mayor estrategia ni reglas complejas. Las plataformas son usadas por varios portales de Internet y operadores móviles. 
Boonty también ha lanzado sus propios sitios de marca. Boonty.com está disponible en versiones locales para los Estados Unidos, Francia, Reino Unido, Bélgica, Italia, Suecia, Noruega, Dinamarca, Japón, Corea, México, Austria, Taiwán, Alemania, Portugal, Finlandia, Singapur, los Países Bajos y España. 
En septiembre de 2006, Boonty lanzó Clickgames.com, un sitio destinado para juegos simples y gratis. Hay juegos populares, tales como Zuma, Luxor, Diner Dash y otros. El juego gratis es financiado por auspiciadores, asegurando que no haya spyware ni adware. 
En febrero de 2007, Boonty lanzó Cafe.com para juegos gratis de multijugador. 

## Historia
Boonty fue lanzado en París, Francia en el año 2001 por los hermanos Mathieu y Romain Nouzareth. Luego de establecer Boonty, los hermanos fundaron WebConcept, uno de los primeras empresas consultoras de e-business en Francia, la cual vendieron la seuca IconMedialab. 
Boonty Inc., basado en Nueva York, fue fundado en julio de 2004. Boonty Asia, basado en Singapur, le siguió en septiembre de ese mismo año. Boonty Tokio fue fundado a comienzos del 2006. Oficinas locales también se han abierto en Seúl y Shanghái.

## Catálogo de juegos
El catálogo de Boonty comprende más de 1500 juegos de computador y 2000 juegos móviles de más de 100 productores de juegos, incluyendo Atari, CodeMasters, Disney, Electronic Arts, Eidos Interactive, Hachette Multimedia, MC2, Popcap, Sega y Ubisoft. 
Los juegos están disponibles como "pruebe antes de comprar" y como juegos en línea. 
Modelos de negocio incluyen: 
- Suscripción
- Financiamiento de auspiciadores
- Microtransacciones

- Datos: Q4943722